# جيف ميشيل
جيف ميشيل (بالإنجليزية: Geoff Michel)‏ هو سياسي أمريكي، ولد في 13 نوفمبر 1963. نشط حزبياً في الحزب الجمهوري لمينيسوتا ‏ والحزب الجمهوري. وقد انتخب عضو مجلس ولاية مينيسوتا.